# Ngoại mạc
Ngoại mạc (tiếng Latin: tunica adventitia hoặc tunica externa, đối với mạch máu) là lớp ngoài cùng của các cơ quan dạng ống. Nó có bản chất là mô liên kết lỏng. Vai trò của ngoại mạc bổ sung cho vai trò của thanh mạc. Trong ổ bụng, việc cơ quan ống được bọc bới ngoại mạc hay thanh mạc phụ thuộc vào việc nó là cơ quan màng bụng (thanh mạc) hay sau màng bụng (ngoại mạc).
Trong ống tiêu hóa, màng bao chủ yếu là thanh mạc. Tuy nhiên, ngoại mạc bao các cấu trúc: khoang miệng, thực quản ngực, kết tràng lên, kết tràng xuống và trực tràng. Nhìn chung, nếu đoạn ống tiêu hóa có thể di động, nó được bao bởi thanh mạc, còn nếu nó gắn chặt, nó được bao bởi ngoại mạc. 
Mô liên kết của túi mật được bao bởi ngoại mạc ở vùng gắn với gan, nhưng phần còn lại của nó được bao bởi thanh mạc